# Университет на щата Мичиган
Университетът на щата Мичиган (на английски: Michigan State University, MSU) е държавен изследователски университет, разположен в Ийст Ленсинг в щата Мичиган, САЩ. Учреден е на 12 февруари 1855 г. като Земеделски колеж на щата Мичиган от тогавашния губернатор на Мичиган Кинсли Бингъм. Първите занятия започват през май 1857 г., когато има на разположение три сгради, пет преподавателя и 63 студента от мъжки пол.
В университета се водят занятия по над 200 академични програми. Програмите по по ядрена физика, инженерни науки, политология, бизнес, журналистика, образование и остеопатия се смятат за едни от най-добрите в САЩ.
Поне трима възпитаници на университета са носители на престижната награда „Пулицър“, а поне един е отличен със стипендията „Роудс“. Университетът е един от първите, които предлагат специалности като пакетиране, хотелиерство и ресторантьорство, телекомуникации и музикотерапия.
Смятан е за един от университетите в Обществената Бръшлянова лига.
Кампусът му заема площ от 21 km2.

## Галерия
- „Маршал-Адамс хол“
- „Линтън хол“
- „Бейкър хол“
- Планетариум „Ейбрамс“
- „Беси хол“
- Център „Бреслин“
- Циклотрон
- Училище по химия
- Училище по право
- Университетска библиотека
- Център „Уортън“
- Административна сграда „Хана“

## Възпитаници
- Димитър Атанасов (1894 – 1979), български агроном
- Майкъл Чимино (р. 1939), режисьор